# غويلرمو سالاس
غويلرمو سالاس (بالإسبانية: Guillermo Salas)‏ هو لاعب كرة قدم ومدرب كرة قدم بيروفي في مركز ظهير ‏، ولد في 21 أكتوبر 1974 في ليما في بيرو. شارك مع منتخب بيرو لكرة القدم. أما مع النوادي، فقد لعب مع أليانزا ليما وسبورت بويز.

## وصلات خارجية
- غويلرمو سالاس على موقع الاتحاد الدولي (مؤرشف)  (الإنجليزية)
- غويلرمو سالاس على موقع قاعدة بيانات كرة القدم.إي يو (الإنجليزية)
- غويلرمو سالاس على موقع ناشيونال فوتبول تيمز (الإنجليزية)
- غويلرمو سالاس على موقع Soccerway.com (الإنجليزية)
- غويلرمو سالاس على موقع عالم كرة القدم.نت (الإنجليزية)